# Palais des Sports de Beaulieu
Der Palais des Sports de Beaulieu (kurz PSB) ist ein Sportkomplex aus mehreren Mehrzweckhallen im Quartier Île de Nantes (manchmal auch Île Beaulieu genannt) im Herzen von Nantes. 
Die größte Halle, die Salle 5000, ist mit einer aktuellen Kapazität von 5902 Sitzplätzen die Heimstätte des Handballvereins HBC Nantes, von dem sie H Arena genannt wird; ebenfalls wird die Halle für Spitzenspiele des Frauen-Handballclubs Nantes Atlantique Handball genutzt. Die kleinere Salle 500 bietet 500 Sitzplätze, daneben gibt es fünf Spezialräume für Gymnastik, Judo, Kampfsport, Boxen und Gewichtheben.

## Geschichte
Der Bau der Halle war Teil der Entwicklung des ZUP Beaulieu [= zone à urbaniser en priorité (Île) Beaulieau – Gebiet mit vorrangigem städtebaulichen Entwicklungsbedarf (Île) Beaulieau], die in den 1960er Jahren beschlossen wurde. Der Bau nach einem Entwurf der Architekten Georges Evano (1926–2011) und Jean-Luc Pellerin († 2012) wurde in zwei statt vier Phasen von 1967 bis 1973 und von 1975 bis 1979 durchgeführt. Die 1973 eröffnete Salle 5000 bekam für ihr dreidimensionales Tragwerk, das das Dach über eine Spannweite von 86 Metern trägt, den Europäischen Preis für Metallarchitektur. Die Nebenräume wurde im Jahr 1979 in Betrieb genommen. Statt des im Ursprungsentwurfes geplanten Betons besteht die Gebäudehülle aus schwarzgetöntem Glas, das von einer Metallkonstruktion getragen wird. Für den Sockel und die Fundamente wurde Beton verwendet, die von außen sichtbaren Teile sind leuchtend rot gestrichen.
Ab dem Jahr 2008 tauchten vermehrt Probleme mit einem undichten Dach der Salle 5000 auf, die noch im selben Jahr beseitigt wurden. Der Verband Nantes Métropole Omnisport forderte die Schließung des in die Jahre gekommenen PSB für den Neubau einer Arena, woraufhin es zu Diskussionen in der Politik kam.
Schließlich entschied man zum Bau einer neuen Sporthalle in der südlich von Nantes gelegenen Stadt Rezé und zur umfassenden Sanierung und Erweiterung des PSB. Nachdem die Salle de la Trocardière schließlich eröffnet worden war, begannen im April 2015 die auf 41,8 Millionen Euro veranschlagten Bauarbeiten im PSB, die von Nantes Métropole finanziert wurden. Unter anderem wurden zwei Empfangshallen gebaut, die bereits im ursprünglichen Bauplan aus den 1970er Jahren vorgesehen waren geplant und ursprünglich für Raum 5000 vorgesehen war, und der andere für Raum 500. Die drei Bauphasen wurden im Januar 2021 abgeschlossen. Von 2015 bis Juni 2018 spielte der HBC Nantes drei Saisons lang in Rezé und kehrte danach zurück.
Aktuell werden die 15.000 m² Nutzfläche des PSB von 18 Schulen und 20 Vereinen in 15 Sportarten für kumulierte 42.000 Stunden im Jahr genutzt.

## Erreichbarkeit
Die Halle kann mit dem Bus erreicht werden:
- Ligne 4: Haltestellen Île de Nantes oder Tripode
- Ligne 5: Haltestellen Île de Nantes oder Conservatoire